# Khedrub Khyungpo Naljor
| Tibetische Bezeichnung                                 |
| ------------------------------------------------------ |
| Wylie-Transliteration: mkhas grub khyung po rnal 'byor |
| Andere Schreibweisen: Kedrub Kyungpo Naljor            |
| Chinesische Bezeichnung                                |
| Pinyin:Kezhu Qiongbo Nanjue                            |
| Wade-Giles:克珠·琼波南觉                               |

Khedrub Khyungpo Naljor (tib.: mkhas grub khyung po rnal 'byor; * ca. 1050; † ca. 1140) war der Gründer der Shangpa-Kagyü-Schule der Kagyü-Tradition des tibetischen Buddhismus (Vajrayana).
Khedrub Khyungpo Naljor lernte in Indien bei den beiden Dakinis Niguma (der Gefährtin Naropas) und Sukhasiddi (der Schülerin des Meisters Virupa) sowie bei den Gurus Mahāvajrāsana, Maitrīpa, Guptayoga und Rāhula. Es soll nicht weniger als hundertfünfzig Lehrmeister gehabt haben.